# Carinarnica Manaus
Carinarnica Manaus (portugalsko Alfândega de Manaus) ali Alfândega e Guardamoria je arhitekturni kompleks, sestavljen iz dveh stavb, ki stojita v središču mesta Manaus, glavnega mesta Amazonas, v Braziliji. Zgrajena je bila v prvem desetletju 20. stoletja in je trenutno del arhitekturnega kompleksa pristanišča Manaus, ki je leta 1987 uvrščeno na seznam nacionalne zgodovinske znamenitosti. Obe stavbi je zgradilo angleško podjetje Manaos Harbour Limited kot del koncesijske pogodbe za mestno pristanišče.
Stavbe so zgrajene v eklektičnem slogu z mešanico srednjeveških in renesančnih elementov. Prefabricirani izpostavljeni opečni bloki, uvoženi iz Anglije, so bili uporabljeni kot reprodukcija londonskih stavb iz zgodnjega 20. stoletja.

## Zgodovina
Konec 19. stoletja je Manaus na vrhuncu cikla kavčuka razvil več načrtov za upravljanje rasti mesta. Leta 1899 so se začele priprave za izboljšanje pristanišča Manaus, da bi optimizirali transport izdelkov.
Leta 1900 je zvezna vlada podpisala pogodbo z B. Rymkierwiez & Cia, ki je projekt prenesla na angleško podjetje Manaos Harbour Limited. Prvotno je bila glavna stavba zasnovana tako, da je delovala kot splošna pisarna v spodnjem nadstropju in rezidenca direktorjev v zgornjem nadstropju. Ena od klavzul podpisanega dogovora pa je zapisala, da je obvezna »gradnja in donacija potrebne in ustrezne stavbe za upravo carinarnice«. Tloris in proračun, ki sta ga pripravila arhitekta Edmund Fisher, H.M. Fletcher in G. Pinkerton, so bili pripravljeni leta 1903, vendar se je gradnja začela leta 1906.
Guardamoria, zgrajena v istem obdobju in istem arhitekturnem slogu, je bila priključena carinarnici, da bi zagotovila davčno policijo v pristaniščih in na krovu ladij. Ima stolp z jeklenim svetilnikom, ki je takrat zaradi prižiga z električnim oblokom močno osvetljeval. Vendar je bila slovesno odprta šele tri leta kasneje, 17. januarja 1909; dela na pristanišču so bila zaključena konec 1910-ih.